# Aplasia de glândula salivar
A aplasia de glândula salivar é uma anomalia de desenvolvimento rara que afeta uma ou mais glândulas salivares maiores. Esta condição pode ocorrer de forma isolada, embora a agenesia das glândulas seja geralmente um componente de diversas síndromes, incluindo a disostose mandibulofacial (síndrome de Treacher Collins), microssomia hemifacial e síndrome lácrimo-aurículodento-digital.